# MC Delano
Delano Axel Silva Amaral (Belo Horizonte, 25 de janeiro de 1997), mais conhecido pelo nome artístico MC Delano ou simplesmente Delano, é um cantor, compositor, produtor musical e instrumentista brasileiro de funk. Delano ficou conhecido após seu single Devagarinho de 2015. Atualmente é um dos artistas mais relevantes do seu segmento. Seu single Na Ponta Ela Fica conta com cerca de 32 milhões de streams no Spotify, e o rendeu um contrato com a gravadora Warner Music.

## Biografia
MC Delano morava no Conjunto Santa Maria, na região Centro-Sul de Belo Horizonte. Ele começou a tocar na banda de baile de sua mãe aos nove anos, a Som de Vinil. "Todo mundo aqui em casa é músico", ele conta. Ele participou da escola de samba Cidade Jardim e fez apresentações ao lado de Fabinho do Terreiro e Dudu Nicácio à apenas os 11 anos. Ele também integrou um grupo de pagode. Aos 18 anos, ele se torna nome promissor da cena nacional do funk. Ele tinha uma média de 30 a 40 shows por mês pelo Brasil e o clipe de Na ponta ela fica ele alcança milhões de visualizações no YouTube. 
Em Janeiro de 2014, Delano lançou um funk de bobeira e o negócio for pra frente. Era o Baile da Central part 1, que ganhou também parte 2, uma homenagem ao evento realizado no Morro das Pedras. No funk, ele ganhou visibilidade nacional. 
Mais tarde veio Baile dos Ratos e Baile de Trancredo, desta vez no Morro do Papagaio. Os funks com letras eróticas e ousadas rodaram pelos bailes das comunidades de BH. Delano fez shows em cada um dos bailes, e também marcou presença em Venda Nova, nas Quadras de Vilarinho, que chegam a reunir até 2,6 mil pessoas por noite. 
Em 2015, ele lançou Na Ponta ela fica que rodou o Brasil e até ganhou clipe produzido por KondZilla responsável pelos vídeos de Tombei, da rapper curitibana Karol Conka, e Baile de favela, de MC João, de São Paulo. O clipe foi visualizado cerca de 27 milhões vezes em cinco meses. "No começo para atingir os bailes de favela, estava na alta as letras mais pesadas. Lancei Na ponta ela fica e vi que podia atingir outros tipos de público até com classe social elevada…" explica Delano. Devagarinho, com DJ Pereira foi outro sucesso. A canção ganhou clipe com modelo e apresentadora Nicole Bahls e foi regravada pela banda Baiana Parangolé. Outra música Que grave é esse com seu simples refrão, completa o trio de hits de Delano. 
A transição para um estilo mais suave do funk fez bem ao público do MC. "As pessoas mais velhas da comunidade aprova. Graças a Deus, tem muito comentário positivo", ele explica. MC sabe tocar gaita de boca, baixo percussão, arranha teclado, guitarra e cavaquinho. "Para compor, pego instrumento e crio o arranjo. Tenho estudiozinho em casa", ele diz. 
"Consigo aproveitar uma certa diversidade que tenho. Aplico diversos ritmos nas músicas", ele explica. Suas influências passam pelo rock de Led Zeppelin até o samba de Cartola, Beth Carvalho e Almir Guineto.